# یواس‌اس پایرو (ای‌ئی-۱)
یواس‌اس پایرو (ای‌ئی-۱) (به انگلیسی: USS Pyro (AE-1)) یک کشتی بود که طول آن 482 ft 9 in (147 m) بود. این کشتی در سال ۱۹۱۹ ساخته شد.